# 福岡県道587号高山千年線
福岡県道587号高山千年線（ふくおかけんどう587ごう たかやまちとせせん）は、福岡県朝倉市からうきは市に至る一般県道である。

## 概要
朝倉市杷木志波からうきは市吉井町千年に至る。
筑後川を挟んだ対岸である旧朝倉郡杷木町と旧浮羽郡吉井町を結ぶ。延長距離の短い路線であるが、道路沿いに原鶴温泉・吉井温泉の施設が立ち並んでいるため、双方へのアクセス道路となっている。

### 路線データ
- 起点：福岡県朝倉市杷木志波（原鶴温泉入口交差点、国道386号交点）
- 終点：福岡県うきは市吉井町千年（福岡県道81号久留米浮羽線交点）

## 路線状況

### 道路施設

#### 橋梁
- 原鶴鵜の火橋（朝倉市）
- 原鶴大橋（筑後川、朝倉市 - うきは市）

## 地理

### 通過する自治体
- 朝倉市
- うきは市

### 交差する道路
| 交差する道路                                          | 市町村名 | 交差する場所 | 交差する場所              |
| ----------------------------------------------------- | -------- | ------------ | ------------------------- |
| 国道386号 福岡県道・大分県道112号福岡日田線 重複      | 朝倉市   | 杷木志波     | 原鶴温泉入口交差点 / 起点 |
| 福岡県道81号久留米浮羽線 福岡県道749号保木吉井線 重複 | うきは市 | 吉井町千年   | 終点                      |

### 沿線
- 原鶴温泉
- 鵜飼い
- 吉井温泉